# Vacrothele taiwanensis
Espèce
Synonymes
- Macrothele taiwanensis Shimojana & Haupt, 1998

Vacrothele taiwanensis est une espèce d'araignées mygalomorphes de la famille des Macrothelidae.

## Distribution
Cette espèce est endémique de Taïwan.

## Description
Le mâle mesure 9,4 mm et la femelle 16,7 mm.

## Systématique et taxinomie
Cette espèce a été décrite sous le protonyme Macrothele taiwanensis par Shimojana et Haupt en 1998. Elle est placée dans le genre Vacrothele par Zheng, Zhao et Yang en 2025.

## Étymologie
Son nom d'espèce, composé de taiwan et du suffixe latin -ensis, « qui vit dans, qui habite », lui a été donné en référence au lieu de sa découverte.

## Publication originale
- Shimojana & Haupt, 1998 : « Taxonomy and natural history of the funnel-web spider genus Macrothele (Araneae: Hexathelidae: Macrothelinae) in the Ryukyu Islands (Japan) and Taiwan. » Species Diversity, vol. 3, no 1, p. 1-15.